# Iwatino (obwód wołogodzki)
Iwatino (ros. Иватино) – wieś w Rosji, w rejonie wołogodzkim obwodu wołogodzkiego. W 2010 r. liczyła 5 mieszkańców.